# József Antall

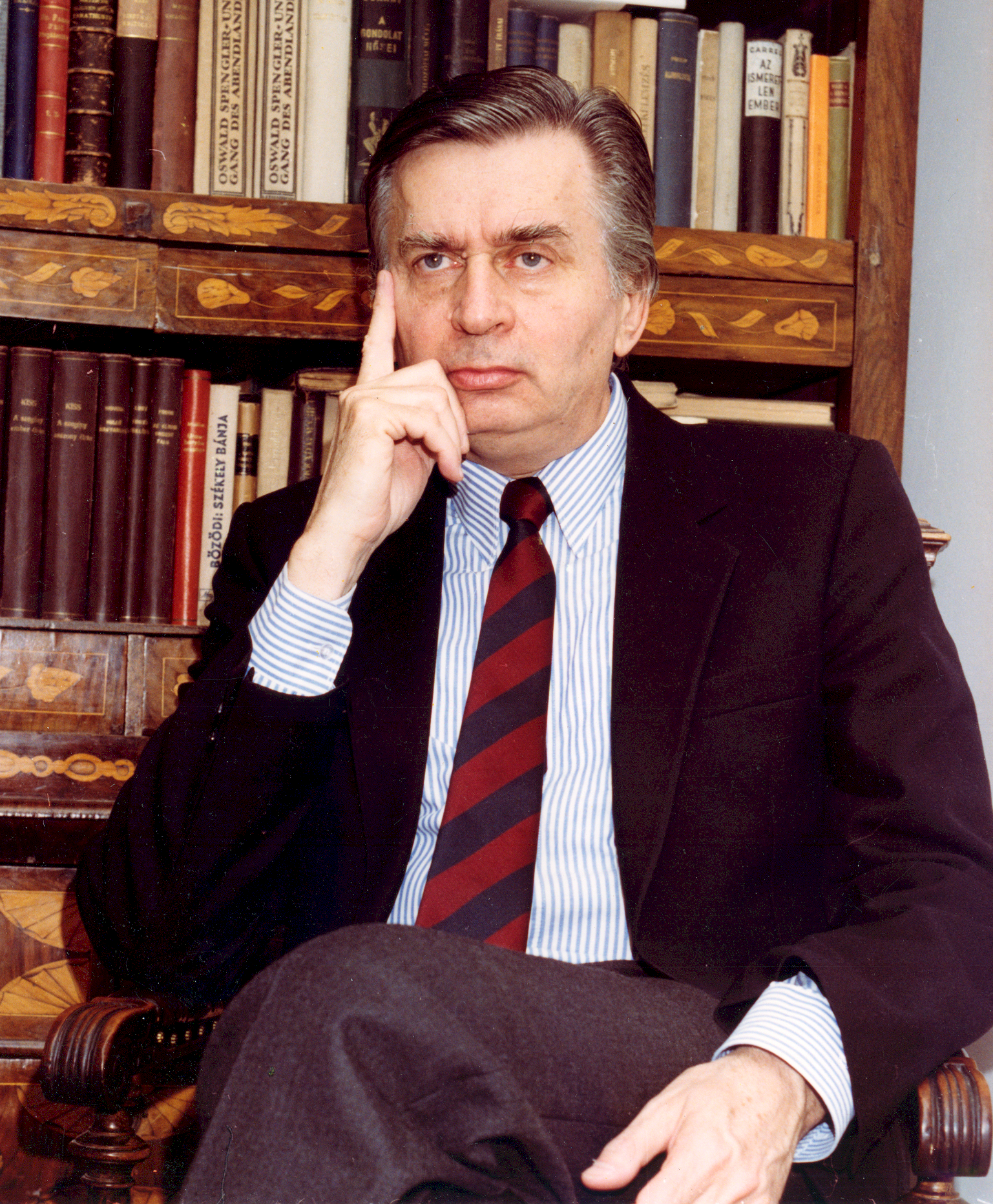
József Antall (1990)

József Antall der Jüngere [ˈjoːʒɛf ˈɒntɒl ˈkiʃjɛnøːi] (* 8. April 1932 in Budapest; † 12. Dezember 1993 ebenda) war ein ungarischer Gymnasiallehrer, Bibliothekar, Museologe, Medizinhistoriker und Politiker. Er war der Ministerpräsident der ersten frei gewählten Regierung Ungarns nach der politischen Wende in Ungarn 1989 und der Öffnung des Eisernen Vorhangs.

## Lebenslauf

### Herkunft und Ausbildung
József Antall (von Dörgicse und Kisjene) entstammt einer kleinadeligen, christlich-demokratischen Familie. Sein Vater József Antall Senior, Jurist und Abteilungsleiter im ungarischen Innenministerium, half während des Zweiten Weltkriegs polnischen (darunter auch jüdischen) Flüchtlingen in Ungarn und wurde dafür später mit dem Titel Gerechter unter den Völkern ausgezeichnet. Er arbeitete in mehreren Ministerien und entwickelte unter anderem die erste Methode zur Berechnung des Existenzminimums.
József Antall beschloss im Alter von 16 Jahren, eine politische Laufbahn einzuschlagen. Er maturierte 1950 im Piaristengymnasium in Budapest. Danach studierte er als Hauptfach Ungarische Sprache und Literatur bzw. Geschichte an der Universität Budapest. Er schrieb seine Diplomarbeit über die Politik von József Eötvös und absolvierte noch eine zusätzliche Ausbildung als Museologe und Bibliothekar.

### Berufliche Tätigkeiten
Nach der Sponsion arbeitete er im Ungarischen Staatsarchiv und später beim Institut für Pädagogik. Er begann 1955 am József-Eötvös-Gymnasium zu unterrichten und leitete im Oktober 1956 das dortige Revolutionskomitee. Er nahm an der Neuorganisierung des Verbandes Junger Christen teil. Nach dem Ungarischen Volksaufstand wurde er mehrmals verhaftet, durfte aber zunächst weiter unterrichten. Er kam als Lehrer an das Ferenc-Toldy-Gymnasium in Budapest; 1959 wurde ihm Unterrichtsverbot erteilt.
Nach seiner Suspendierung arbeitete er zwei Jahre als Bibliothekar. 1963 schrieb er 80 Ärztebiografien für das Ungarische Biografielexikon. Später wurde er Leiter des Budapester Semmelweis-Museums der Geschichte für Medizingeschichte; diese Funktion hatte er bis 1974 inne.
Während seiner Arbeit lernte er viele Ärzte und Historiker kennen. 1986 wurde er stellvertretender Leiter des Internationalen Verbandes der Geschichte der Heilkunde.

### Politische Karriere
Im März 1989 wurde in Ungarn der Runde Tisch der Opposition ins Leben gerufen. Das Ungarische Demokratische Forum (MDF), das damals schon als eingetragene Partei tätig war, delegierte in dieses Gremium auch Antall. Antall bekam durch seine konstruktiven Verfassungsanträge zunehmend Aufmerksamkeit und wurde am 21. Oktober 1989 zum Vorsitzenden des MDF gewählt. Nach dem Wahlsieg des MDF 1990 wurde Antall mit der Regierungsbildung beauftragt.
Er schuf mit seiner Regierung Voraussetzungen für die politische, wirtschaftliche und außenpolitische Wende in Ungarn.

### Tod

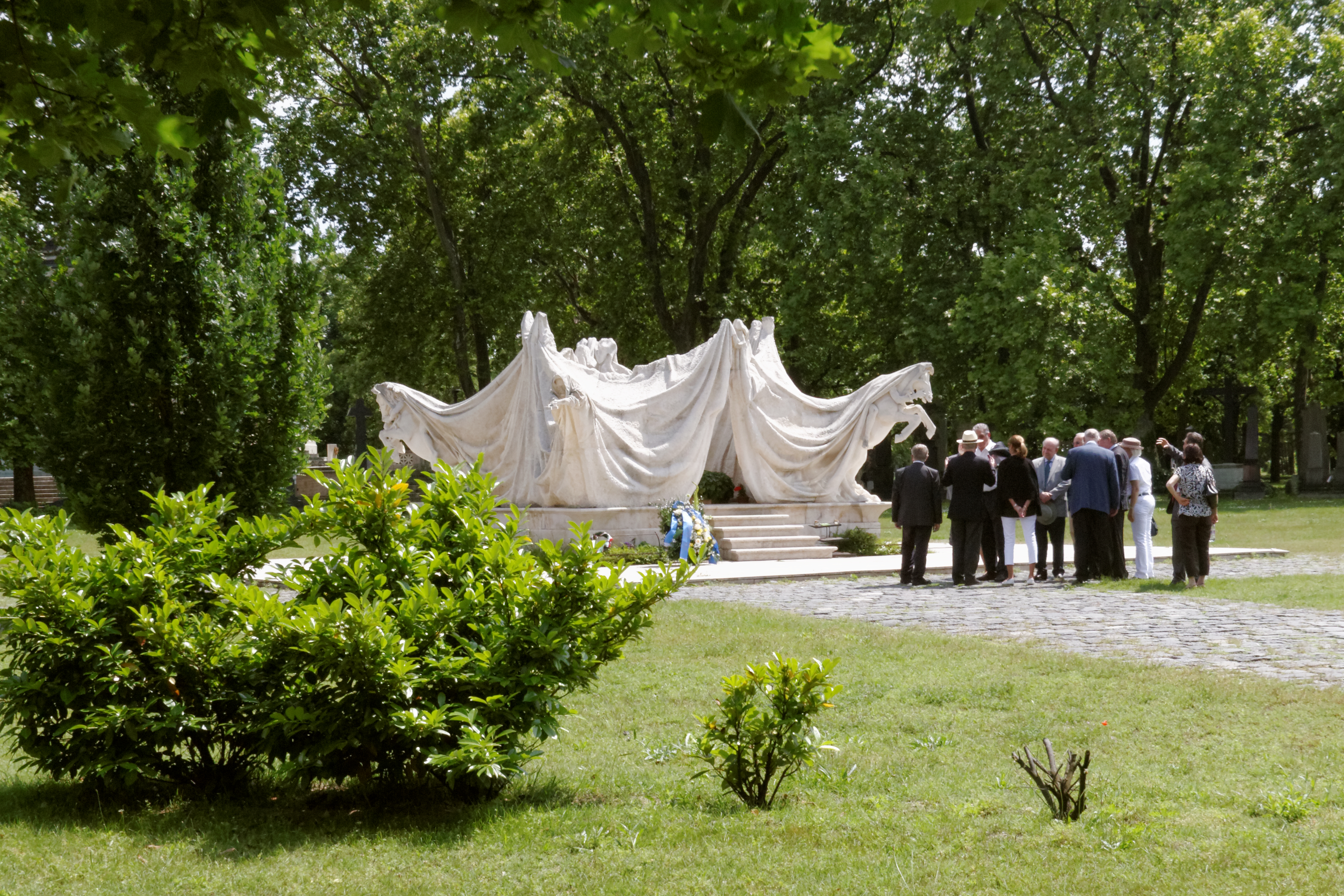
Grabmal József Antall

Im Jahr 1990 war József Antall bereits schwer erkrankt. Er erlag im Dezember 1993, einige Monate vor dem regulären Ende seiner vierjährigen Amtszeit, seinem Krebsleiden.
Antall ist auf dem Friedhof in der Fiumei út (Fiumei Úti Sírkert) begraben. Sein Grabmal wurde 1999 von dem Bildhauer Miklós Melocco geschaffen.

## Zitat
Berühmt geworden ist ein Ausspruch József Antalls auf einer MDF-Versammlung Anfang der 1990er Jahre. Auf die Kritik aus der eigenen Fraktion, dass aufgrund des friedlichen Verlaufs der politischen Wende in Ungarn ehemals belastete kommunistische Funktionäre nicht nachhaltig genug aus öffentlichen Ämtern entfernt worden waren, antwortete er: „Hätten Sie doch eine Revolution gemacht!“ (ungarisch: Tetszettek volna forradalmat csinálni!, gelegentlich auch übersetzt als „Warum haben Sie denn keine Revolution gemacht?“). Diese lakonische Antwort wurde in Ungarn zu einem beliebten Zitat.

## Auszeichnungen
- 1993: Großes Goldenes Ehrenzeichen am Bande für Verdienste um die Republik Österreich[3]
- 1996: Internationaler Adalbert-Preis

## Veröffentlichungen (Auswahl)
- als Hrsg. mit Géza Buzinkay und Ferenc Némethy: Acta Congressus internationalis XXIV historiae artis medicinae, 25–31 Augusti 1974 Budapestini. 2 Bände, Budapest 1976.
- Semmelweis und die ungarische medizinische Schule unter dem Aspekt diagnostischer Leistungen. In: Christa Habrich, Frank Marguth, Jörn Henning Wolf (Hrsg.) unter Mitarbeit von Renate Wittern: Medizinische Diagnostik in Geschichte und Gegenwart. Festschrift für Heinz Goerke zum sechzigsten Geburtstag. München 1978 (= Neue Münchner Beiträge zur Geschichte der Medizin und Naturwissenschaften: Medizinhistorische Reihe. Band 7/8), ISBN 3-87239-046-5, S. 297–308.
- mit Károly Kapronczay, Z. Pataki, M. Szlatky und Mária Vida: Aus der Geschichte der Medizin und der Pharmazie (Ausstellungsführer). In: Aus der Geschichte der Heilkunde. Hrsg. mit MOTESZ, der Ungarischen Gesellschaft für Geschichte der  Medizin. 2. Auflage. Museum, Bibliothek und Archiv für die Geschichte der Medizin „Ignác Semmmelweis“. Budapest 1984 (= Orvostörténeti közlemények. Communicationes de historia artis medicinae. Supplement 13–14), S. 31–83.